# Мельников Павло Макарович
Павло Макарович Мельников (22 червня 1941, місто Караганда, тепер Казахстан) — радянський діяч, секретар парткому шахти імені 50-річчя Жовтневої революції виробничого об'єднання «Карагандавугілля» Казахської РСР. Член ЦК КПРС у 1990—1991 роках.

## Життєпис
У 1968 році закінчив Карагандинський політехнічний інститут.
У 1970—1971 роках — інженер технічного відділу, інженер відділу капітального будівництва шахти № 22 тресту «Ленінвугілля».
У 1971—1984 роках — гірничий майстер, дільничний гірничий нормувальник шахти імені 50-річчя Жовтневої революції виробничого об'єднання «Карагандавугілля» Казахської РСР.
Член КПРС з 1979 року.
У 1984—1987 роках — начальник відділу праці і заробітної плати шахти імені 50-річчя Жовтневої революції виробничого об'єднання «Карагандавугілля».
У 1987—1991 роках — секретар партійного комітету (парткому) шахти імені 50-річчя Жовтневої революції виробничого об'єднання із видобування вугілля «Карагандавугілля» Казахської РСР.
Подальша доля невідома.